# Mubarak-Kohl-Initiative
Die Mubarak-Kohl-Initiative war ein Projekt zur beruflichen Ausbildung von jugendlichen Schulabgängern in Ägypten. Initiator des Projektes, das 1996 durch den deutschen Bundeskanzler Helmut Kohl und den ägyptischen Staatspräsidenten Husni Mubarak beschlossen wurde, war der Ingenieur Ali Ahmed Sayed. Es wurde auf ägyptischer Seite vom Human Resource Development Service Centre (HRD-SC) und auf deutscher Seite von der Gesellschaft für Technische Zusammenarbeit (GTZ) getragen.
Ziel der Mubarak-Kohl-Initiative war die Stärkung der ägyptischen Volkswirtschaft durch qualifizierte Berufsausbildung. Absolventen der ägyptischen Mittelschulen bekamen die Möglichkeit, einen von ca. 30 Berufen zu erlernen, hierzu standen ca. 1.600 Ausbildungsbetriebe und ca. 40 Berufsschulen zur Verfügung. Die Ausbildung in den einzelnen Berufen dauerte jeweils drei Jahre und war aufgeteilt in wöchentlich vier Tage Ausbildung im Betrieb und zwei Tage Berufsschulunterricht (in Ägypten gibt es die Sechs-Tage-Woche).
In den 12 Jahren dieses Projektes wurden über 30.000 Ausbildungsverhältnisse betreut.